# Peter Bartl
Peter Bartl (* 26. November 1938 in Cottbus; † 29. März 2022 in München) war ein deutscher Historiker und Hochschullehrer.

## Leben
Nach der Promotion 1967 und Habilitation 1973 an der Ludwig-Maximilians-Universität München wurde er dort wissenschaftlicher Assistent und Professor für Geschichte Osteuropas und Südosteuropas. 2004 ging er in den Ruhestand.  
Sein Forschungsschwerpunkt war albanische Geschichte. Bartl war Auswärtiges Mitglied der Albanischen Akademie der Wissenschaften und Vorstand des Albanien-Instituts München (1976–2005). 2012 wurde mit der Dankbarkeitsmedaille „Medaljen e Mirënjohjes“ des albanischen Staatspräsidenten für sein Engagement für die albanische Volks- und Kulturgeschichte geehrt. Zudem wurde er mit der Ehrenmedaille der Päpstlichen Universität Urbaniana ausgezeichnet.
Peter Bartl starb am 29. März 2022 im Alter von 83 Jahren.

## Schriften (Auswahl)
- Die albanischen Muslime zur Zeit der nationalen Unabhängigkeitsbewegung (1878-1912). Wiesbaden 1968.
- Der Westbalkan zwischen spanischer Monarchie und osmanischem Reich. Zur Türkenkriegsproblematik an der Wende vom 16. zum 17. Jahrhundert. Wiesbaden 1974, ISBN 3-447-01553-5.
- Grundzüge der jugoslawischen Geschichte. Darmstadt 1985, ISBN 3-534-08082-3.
- Albanien. Vom Mittelalter bis zur Gegenwart. Regensburg 1995, ISBN 3-7917-1451-1.
- Die Albaner in der europäischen Geschichte. Ausgewählte Aufsätze. London 2016, ISBN 978-1-53686-845-6.